# Evetofte
Evetofte ist eine dänische Ortschaft mit 365 Einwohnern (Stand 1. Januar 2023) auf Seeland. Die Ortschaft liegt im Kirchspiel (dän.: Sogn) Melby (Melby Sogn), das bis 1970 zur Harde Strø Herred im damaligen Frederiksborg Amt gehörte. Mit der Auflösung der Hardenstruktur wurde das Kirchspiel in die Frederiksværk Kommune aufgenommen, die Kommune wiederum ging mit der Kommunalreform zum 1. Januar 2007 mit anderen Kommunen in der neu gegründeten Halsnæs Kommune auf, die zur Region Hovedstaden gehört.
Evetofte liegt etwa einen Kilometer südlich von Melby und knapp vier Kilometer nordwestlich von Frederiksværk.